# Цмин араксинский
Цмин араксинский, или Бессмертник араксинский (лат. Helichrysum araxinum) — многолетнее травянистое растение, вид рода Цмин (Helichrysum) семейства Астровые (Asteraceae).

## Распространение и экология
Ареал вида охватывает южные районы Закавказья.
Произрастает на каменистых склонах и скалах, на базальтах.

## Ботаническое описание
Корень деревянистый, толщиной до 1 см, многоглавый, выпускающий большое количество цветущих стеблей высотой 30—40 см и неопределенное число бесплодных побегов.
Листья бесплодных побегов серо-зелёные или почти бело-войлочные, линейно-ланцетовидные или узко-лопатчатые, оттянутые в черешок, на верхушке приострённые или с более менее заметным коричневатым остриём. Листья цветущих побегов сидячие, линейные или линейно-ланцетовидные, чаще всего серо-зелёные от войлочного опушения, обыкновенно с примесью железистых волосков, на верхушке приострённые или снабженные остриём.
Корзинки 25—30-цветковые, сравнительно небольшие, диаметром 2—4 мм и высотой около 5 мм, обратно округло-конические, эллиптические или бокальчатые, на неопределённых по длине, но чаще коротких, цветоносах, собранные в рыхловатые, иногда ветвистые щитки из немногих или 10—20 корзинок. Листочки обёртки в числе около 45, бледно-жёлтые или беловатые с зелёной полосой, по спинке паутинисто-опушенные, довольно рыхло черепитчато расположенные в 6—7 рядов.

## Таксономия
Вид Цмин араксинский входит в род Цмин (Helichrysum) трибы Gnaphalieae подсемейства Астровые (Asteroideae) семейства Астровые (Asteraceae) порядка Астроцветные (Asterales).
|  |                                      |  |                                                              |                                                              |                    |  | ещё 12 семейств (согласно Системе APG III) | ещё 12 семейств (согласно Системе APG III)    |                                               |  |  |  | ещё 20 триб (согласно Системе APG III)         | ещё 20 триб (согласно Системе APG III)         |  |  |  |  | ещё от 500 до 600 видов | ещё от 500 до 600 видов |
|  |                                      |  |                                                              |                                                              |                    |  | ещё 12 семейств (согласно Системе APG III) | ещё 12 семейств (согласно Системе APG III)    |                                               |  |  |  | ещё 20 триб (согласно Системе APG III)         | ещё 20 триб (согласно Системе APG III)         |  |  |  |  | ещё от 500 до 600 видов | ещё от 500 до 600 видов |
|  |                                      |  |                                                              | порядок Астроцветные                                         |                    |  |                                            |                                               | подсемейство Астровые                         |  |  |  |                                                | род Цмин                                       |  |  |  |  |                         |                         |
|  |                                      |  |                                                              | порядок Астроцветные                                         |                    |  |                                            |                                               | подсемейство Астровые                         |  |  |  |                                                | род Цмин                                       |  |  |  |  |                         |                         |
|  | отдел Цветковые, или Покрытосеменные |  |                                                              |                                                              | семейство Астровые |  |                                            |                                               | триба Gnaphalieae                             |  |  |  | вид Цмин араксинский                           |                                                |  |  |  |  |                         |                         |
|  | отдел Цветковые, или Покрытосеменные |  |                                                              |                                                              |                    |  |                                            |                                               |                                               |  |  |  |                                                |                                                |  |  |  |  |                         |                         |
|  |                                      |  | ещё 44 порядка цветковых растений (согласно Системе APG III) | ещё 44 порядка цветковых растений (согласно Системе APG III) |                    |  |                                            | ещё 11 подсемейств (согласно Системе APG III) | ещё 11 подсемейств (согласно Системе APG III) |  |  |  | ещё более 130 родов (согласно Системе APG III) | ещё более 130 родов (согласно Системе APG III) |  |  |  |  |                         |                         |
|  |                                      |  |                                                              | ещё 44 порядка цветковых растений (согласно Системе APG III) |                    |  |                                            |                                               | ещё 11 подсемейств (согласно Системе APG III) |  |  |  |                                                | ещё более 130 родов (согласно Системе APG III) |  |  |  |  |                         |                         |